# Bryning-with-Warton
Bryning-with-Warton – civil parish w Anglii, w Lancashire, w dystrykcie Fylde. W 2011 civil parish liczyła 3596 mieszkańców.